# HOLOBRÉ
A szócikk címe technikai okok miatt pontatlan. A helyes cím: #HOLOBRÉ.
A #HOLOBRÉ (#REHASH) a South Park című amerikai animációs sorozat 256. része (a 18. évad 9. epizódja). Elsőként 2014. december 3-án sugározták az Egyesült Államokban. Magyarországon 2015. április 21-én mutatta be a magyar Comedy Central.
Az epizód egy kétrészes évadfinálé első része, melyben az interneten játékot közvetítő streamereket, illetve az interneten felkapott, de ténylegesen értelmetlen topikokat figurázza ki. Emellett számos visszautalás található benne az évad korábbi részeire. Vendégszerepben felbukkan a saját magát alakító PewDiePie.

## Cselekmény
|  | Alább a cselekmény részletei következnek! |

Kyle megveszi a Call of Duty: Advenced Warfare nevű játékot, hogy játszhasson az öccsével, Ike-kal. Ike-ot azonban sokkal jobban érdeklik PewDiePie videói, amelyekben a streamer közvetíti, ahogy ő maga játszik. Ezeknek a videóknak a népszerűsége hamar feltűnik Cartmannek is, aki elkezdi a saját csatornáját üzemeltetni, CartmanBré néven, és amelyen a mindennapjait közvetíti és kommentálja élőben. Ez Kyle-t nagyon irritálja, és úgy próbálja meg az öccsét kimozdítani ebből az állapotból, hogy áthívja a barátait. Csakhogy az összes többi gyerek is Ike szobájában gyűlik össze, hogy a videókat nézzék a saját gépükön, és Kyle-t, valamint a hamarosan megérkező Stant is "nagyapának" nevezik, amiért nem követik a divatot. Kyle amiatt kezd el panaszkodni, hogy a nappali haldoklik.
Randy megtudja, hogy egy hatalmas jótékonysági koncert készül, rengeteg sztárfellépővel, akik közül az egyik az ő titkos alteregója, Lorde. Nem akarja vállalni a fellépést, tekintve, hogy a hangját számítógépes szoftver segítségével változtatja el, de a producere közli vele, hogy szüksége van a pénzre, mert a fia eszméletlen összegeket költött el freemium játékokra. Ráadásul a lánya, Shelley, aki nem tudja az igazságot, szintén alig várja a koncertet, amire el szeretne menni. A koncert napján Randy meggondolja magát, ám a producere közli vele, hogy a közönségét nem érdekli, hogy hangzik, elég, ha csak "kimegy a színpadra és dörzsöli a puncit". Randy előtt Iggy Azalea következik, aki Michael Jackson hologramjával lép fel. Randy szerint ez nem helyes dolog, mert ezáltal elvész valami. Mikor aztán Lorde következik, a közönséget megbotránkoztatja a botrányos produkciója és a rossz énekhangja. Véletlenül elszabadítja a Jackson-hologramot, majd úgy kezd el csinálni a színpadon, mintha maszturbálna, így akarja visszanyerni a közönség szimpátiáját, de ezzel csak még nagyobb botrányt okoz. Shelley ennek hatására letépi otthon a faláról a Lorde-poszterét. Randy felhívja a producerét, aki közli vele, hogy sosem a zenéje volt a lényeg, hanem a "komment". Ennek hatására úgy dönt, hogy leleplezi magát.
A Jackson-hologram felszáll egy South Park felé tartó buszra, azt állítva, hogy egy nagyon fontos dologra vadászik. A Syntech hologramcég aktiválja Tupac Shakur hologramját azzal, hogy fogja el Jacksont.
Randy találkozik a producerével, és elmondja neki, hogy nagy nyilvánosság előtt fogja leleplezni magát. A producer közli vele, hogy az előadók lényege ma már kizárólag az, hogy bevételt termeljenek, és hogy aznap este Lorde fel fog lépni Jimmy Fallon műsorában, és megmutatja az ánuszát, hogy még nagyobb hírnevet generáljon. És ehhez már Randyre sincs szüksége, mert legyártották Lorde hologramját. Mivel Randy így már az útjukban áll, a verőembereivel akarja lefogatni, de elmenekül. Mikor hazaér, elmondja mindezt Sharonnak, akiről kiderül, hogy lefeküdt Tupac hologramjával. Ezalatt a producer azt tervezi Cartman segítségével, hogy a hologramokkal emeli új szintre a közösségi média forradalmát.

## Készítése
A DVD-kommentáron Trey Parker és Matt Stone elmondták, hogy eredetileg két külön részt szerettek volna a témában: egy csak PewDiePie-ról, egy pedig csak Lorde-ról szólt volna. Viszont egyik esetben sem tudtak kitalálni olyan befejezést, ami kellően hosszú lett volna egy epizódhoz. Ezért egybegyúrták a kettőt, de ez se volt jó ötlet, mert Parker annyi anyagot írt a forgatókönyvhöz, amiből már egy háromrészes epizód is kijött volna. Három epizódot azonban nem kért a Comedy Central. A koncepció így folyamatosan az egy és három epizód alapján történő kivitelezés közt lebegett, és bár végig az utóbbit szerették volna, végül kétrészes lett a történet.
A jelenet, amelyben Lorde és Igy Azalea összeverekednek, eredetileg "A cisztri" című epizód zárójelenete lett volna, de akkor inkább félretették, későbbi felhasználás céljából, kisebb módosításokkal. Eredetileg Sia is benne lett volna, Randy pedig mindenkivel összeverekedett volna.
A PewDiePie-történetszálat Parker saját, mostohafiával kapcsolatos tapasztalatai ihlették. Ráadásul ő maga és Matt Stone is ledöbbentek azon, hogy sokkal több ember nézte, hogy játszik PewDiePie a saját játékukkal, a "South Park: The Stick of Truth"-szal, mint ahányan azt megvették és maguk játszottak vele. Miközben készítették az epizódot, ők maguk is öregnek érezték magukat, hiszen a rész témái mind olyanok voltak, amik a fiatalságot érdeklik. Az epizód eredeti angol címe is abból jött, ahogy a megfigyeléseik szerint az emberek "újrahasznosítják egymás szarságait" az internet különféle bugyraiban.

## Fordítás
Ez a szócikk részben vagy egészben  a   Rehash (South Park) című angol Wikipédia-szócikk ezen változatának fordításán alapul.  Az eredeti cikk szerkesztőit annak laptörténete sorolja fel. Ez a jelzés csupán a megfogalmazás eredetét és a szerzői jogokat jelzi, nem szolgál a cikkben szereplő információk forrásmegjelöléseként.